# Carl Gustaf Sundgren
Carl Gustaf Sundgren, född 26 november 1804 i Hedvig Eleonora församling, Stockholms stad, död 7 juni 1885 i Kungsholms församling, Stockholms stad, var en svensk trumpetare vid Kungliga hovkapellet.

## Biografi
Carl Gustaf Sundgren föddes 1804 i Hedvig Eleonora församling, Stockholm. Han var son till en präst. Sundgren blev 1 februari 1833 trumpetare vid Kungliga hovkapellet i Stockholm. Han avled 1885 i Kungsholms församling, Stockholm.

### Familj
Sundgren gifte sig första gången 11 april 1824 med Hedvig Charlotta Lindberg och andra gången 4 juni 1853 med Lovisa Cecilia Catarina Hörström.